# Marlon Pérez Arango
Marlon Alirio Pérez Arango (født 10. januar 1976, 4. oktober 2024) var en colombiansk professionel cykelrytter. 
Marlon Pérez Arango døde efter at være blevet knivstukket på gaden i byen El Carmen de Viboral (en) i departementet Antioquia (en).